# Temiste
En la mitología griega, Temiste (en griego Θεμίστη) era una princesa troyana. Apolodoro nos dice que «de Asáraco y Hieromneme, hija del Símois, nació Capis; de Capis y Temiste, hija de Ilo, nació Anquises, con quien yació Afrodita por deseo amoroso». Temiste era por lo tanto hermana del infame rey perjuro Laomedonte, tía de Príamo y abuela de Eneas.